# 坂東省次
坂東 省次（ばんどう しょうじ、1947年5月9日 - 2021年5月12日）は、日本のスペイン語学者、京都外国語大学名誉教授。専攻はスペイン語学、日西関係史研究。

## 人物・来歴
兵庫県生まれ。兵庫県立津名高等学校、京都外国語大学スペイン語科卒業、1974年京都外国語大学大学院修士課程修了。75年京都外国語大学講師、助教授、教授を歴任。京都セルバンテス懇話会代表。

## 著書
- 『スペイン・中南米関係文献目録』溪水社 1997
- 『文化と歴史で学ぶスペイン語』丸善ライブラリー 2000
- 『スペインを訪れた日本人 エリートたちの異文化体験』行路社 2009
- 『スペインを訪れた作家たち』沖積舎 2011

### 共編著
- 『セルバンテスの世界』蔵本邦夫共編 世界思想社 1997
- 『ガルシア・ロルカの世界』川成洋,本田誠二共編 行路社 イスパニア叢書 1998
- 『スペイン語会話のための文法入門 必要なことだけやさしく、分かりやすく』岡本信照共著 南雲堂フェニックス 1998
- 『スペイン学を学ぶ人のために』牛島信明,川成洋共編 世界思想社 1999
- 『スペインと日本 ザビエルから日西交流の新時代へ』川成洋共編 行路社 イスパニア叢書 2000
- 『バルセロナ散策』川成洋共編 行路社 イスパニア叢書 2001
- 『コミュニケーションのためのスペイン語 初級文法読本 改訂版』仲井邦佳,太田靖子,エレナ・ガジェゴ共著 第三書房 2002
- 『スペイン語は、今』三木一郎,近藤豊,片倉充造共著 同学社 2002
- 『日本人のための役に立つスペイン語』ジョルディ・ジュステ共著 朝日出版社 2003
- 『現代スペイン情報ハンドブック』戸門一衛,碇順治共編 三修社 2004
- 『教育現場のスペイン語』小波津由美子共編著 国際語学社 2005
- 『スペイン関係文献目録』編 行路社 2005
- 『スペイン語で伝えるカード&メールのメッセージ』ダニエル・キンテロ共著 国際語学社 2005
- 『スペインとポルトガルのことば 社会言語学的観点から』浅香武和共編 同学社 2005
- 『『ドン・キホーテ』事典』樋口正義,本田誠二,山崎信三,片倉充造共編 行路社 2005
- 『南スペイン・アンダルシアの風景』川成洋共編 丸善ブックス 2005
- 『スペイン語のABC』中川節子共著 第三書房 2006
- 『スペインと日本人』福岡スペイン友好協会監修 川成洋共編 丸善ブックス 2006
- 『スペイン語学小辞典』堀田英夫共編著 同学社 2007
- 『スペイン内戦とガルシア・ロルカ』川成洋,小林雅夫,渡部哲郎,渡辺雅哉共編 南雲堂フェニックス 2007
- 『トピックスで学ぶスペイン語世界』森直香,ダニエル・キンテロ・ガルシア共編著 白水社 2007
- 『現代スペイン読本 知っておきたい文化・社会・民族』川成洋共編 丸善 2008
- 『スペイン検定 あなたが知っている、知らないスペインの四択・百問』川成洋共編著 南雲堂フェニックス 2008
- 『中級スペイン語 文法と演習』岡本信照, 三木一郎, 仲井邦佳共著 同学社 2010
- 『日本・スペイン交流史』川成洋共編 れんが書房新社 2010
- 『対話で学ぶスペイン語 ディアロゴス』泉水浩隆, Alejandro Contreras 共著 三修社 2010
- 『スペインのガリシアを知るための50章』桑原真夫,浅香武和共編著 明石書店 エリア・スタディーズ 2011
- 『スペイン文化事典』川成洋共編 丸善 2011
- 『スペイン語を話す人びとの世界』ダニエル・アリエタ,豊原ひとみ共著 第三書房 2012
- 『現代スペインを知るための60章』編著 明石書店 エリア・スタディーズ 2013
- 『スペイン王権史』川成洋,桑原真夫共著 中公選書 2013
- 『カリブ紀行』ロベルト・ネグロン,村上寿英共著 弘学社 2014

翻訳
- 『ディアス・コバルビアス日本旅行記』大垣貴志郎共訳 雄松堂出版 新異国叢書 1983